# Gmina Drużbice
Gmina Drużbice là một gmina nông thôn (khu hành chính) ở quận Bełchatów, Łódź Voivodeship, ở miền trung Ba Lan. Khu vực hành chính của nó là làng Drużbice, nằm khoảng 12 kilômét (7 mi) về phía bắc của Bełchatów và 36 km (22 mi) về phía nam của thủ phủ khu vực Łódź.
Gmina có diện tích 114,52 kilômét vuông (44,2 dặm vuông Anh) và tính đến năm 2006, tổng dân số của nó là 4.873 người.

## Làng
Gmina Drużbice bao gồm các làng và các khu định cư như Brzezie, Bukowie Dolne, Bukowie Gorne, Chynów, Depszczyk, Drużbice, Drużbice-Kolonia, Gadki, Głupice, Głupice-Parcela, Gręboszów, Helenów, Hucisko, Janówek, Józefów, Kącik, Katarzynka, Kazimierzów, Kobyłki, lười biếng, Leczyca, Marki, Nowa Wies, Patok, Pieńki Głupickie, Podstoła, Rasy, Rawicz, Rawicz-Podlas, Rożniatowice, Skrajne, Stefanów, Stoki, Suchcice, Teofilów, Teresin, Wadlew, Wdowin, Wdowin-Kolonia, Wola Głupicka, Wola Rożniatowska, Wrzosy, Zabiełłów, Zalesie, Żbijowa, Zofiówka và zwierzyniec Duży.

## Gminas lân cận
Gmina Drużbice giáp với các gmina như Bełchatów, Dłutów, Grabica, Wola Krzysztoporska và Zelów.